# 八幡町 (金沢市)
八幡町（はちまんまち）は、石川県金沢市の地名。丁目を持たない単独町名。住居表示未実施区域。

## 歴史

### 地名の由来
1599年（慶長4年）から1873年（明治6年）まで現在の宇多須神社がある土地に卯辰八幡宮があったため。

## 交通

### 鉄道
町内に鉄道駅はない。